# Loggia della Seta
La Loggia della seta o Loggia dei mercanti (in spagnolo: Lonja de la Seda o Lonja de los Mercaderes), chiamato dai valenciani La Lonja o La Llotja (da La Llotja de la Seda o Llotja dels Mercaders in lingua valenciana), è un edificio storico della città di Valencia, in Spagna.
Situata nel cuore del centro storico, nella plaza del Mercado, ospita al suo interno l’Accademia Culturale di València in cui vengono frequentemente organizzate manifestazioni espositive.
Nel 1931 è diventata monumento storico ed artistico e nel 1996 patrimonio dell'umanità. Il termine spagnolo “Lonja”, deriva dalla parola italiana “loggia” ovvero portico, per mettere in evidenza e sottolineare il fatto che, nei tempi pregressi, numerosi mercanti si trovavano sotto i portici dell'edificio principale per contrattare e vendere la loro merce.

## Storia
La Lonja è costituito da un complesso di edifici accorpati, in cui un tempo si riunivano i mercanti di olio e seta e che costituiscono un meraviglioso esempio di architettura gotica fiammeggiante con alcune decorazioni rinascimentali. Eretto nel 1482, come risultato della prosperità commerciale che la città di Valencia aveva raggiunto durante il XV secolo. Fu costruito in stile gotico valenzano. Il progetto venne derivato da una struttura simile presente a Palma di Maiorca; gli architetti furono Pere Compte, Joan Yvarra e Joan Corbera. La torre merlata e la sala del mercato (in stile gotico fiammeggiante) non vennero completate prima del 1498. Gli altri lavori si trascinarono fino al 1533.

## Descrizione

### Sala delle colonne o delle contrattazioni

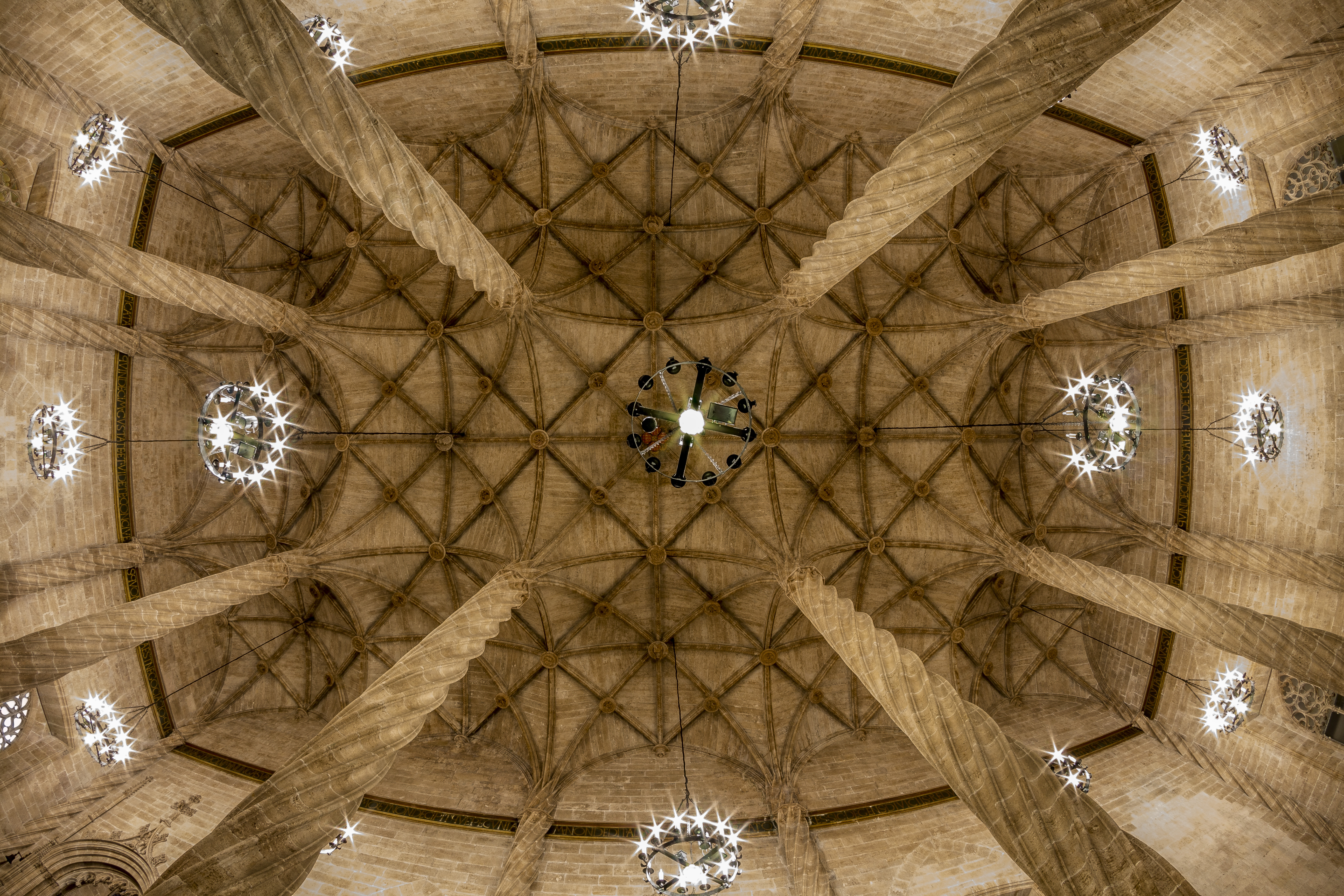
Lonja de la Seda

Nella Sala de Contratación, la principale, i mercanti si riunivano per vendere al dettaglio e firmare i contratti per le grosse partite di merce. Edificata in pietra di Massarrojos (località nei dintorni di València) come l'intero edificio. In alcuni punti della struttura è evidente il ricorso all’allora nascente stile rinascimentale. L’influsso tardo gotico è invece evidenziato dall'elegante soffitto sorretto dalle fini colonne a spirale alte quasi 16 metri d’altezza. È l'ambiente più spettacolare, con un tetto formato da volte sostenute da quattro file di colonne elicoidali slanciate che terminano nel soffitto che dividono la sala in tre settori longitudinali pavimentati con intarsi marmorei. L'edificio è concepito come un tempio al commercio e il suo interno rappresenta un'allegoria del Paradiso, con le colonne che rappresentano le palme e le cupole come simbolo della volta celeste. È presente una scritta in una banda blu che corre lungo tutte e quattro le pareti della sala. Essa proclama in lettere d'oro l'onestà dei mercanti e la sontuosità dell'edificio:
Inclita domus sum annis aedificata quindecim. Gustate et videte concives quoniam bona est negotiatio, quae non agit dolum in lingua, quae jurat proximo et non deficit, quae pecuniam non dedit ad usuram eius. Mercator sic agens divitiis redundabit, et tandem vita fructur aeterna.

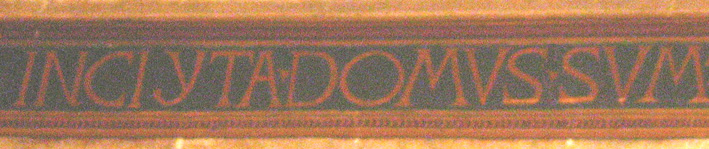
Prima frase dell'inscrizione latina del Salón de la Contratación

Secondo lo studioso di storia valenziana locale, Joan Francesc Mira, questa iscrizione mostrava che non era necessario essere un protestante o uno straniero per stabilire le basi di un buon commercio; mostrava anche l'unione di etica ed economia.

### Padiglione del Consolato
L'ala laterale è chiamata Padiglione del Consolato, ed era la sede del Tribunale del Mar - il primo tribunale mercantile marino a essere mai formato in Spagna. Al primo piano, dove si trova la Camera d'Oro, si accede attraverso una monumentale scalinata in pietra, dal Pati dels Tarongers. Questa camera è decorata con un soffitto gotico realizzato dal capomastro della città Joan del Poyo (1418-1428), questo soffitto in legno policromo ha centinaia di figure di carattere zodiacale, guerresco, grottesco, chimerico, musicale e araldico, come lo scudo della città di Valencia che si ripete decine di volte.

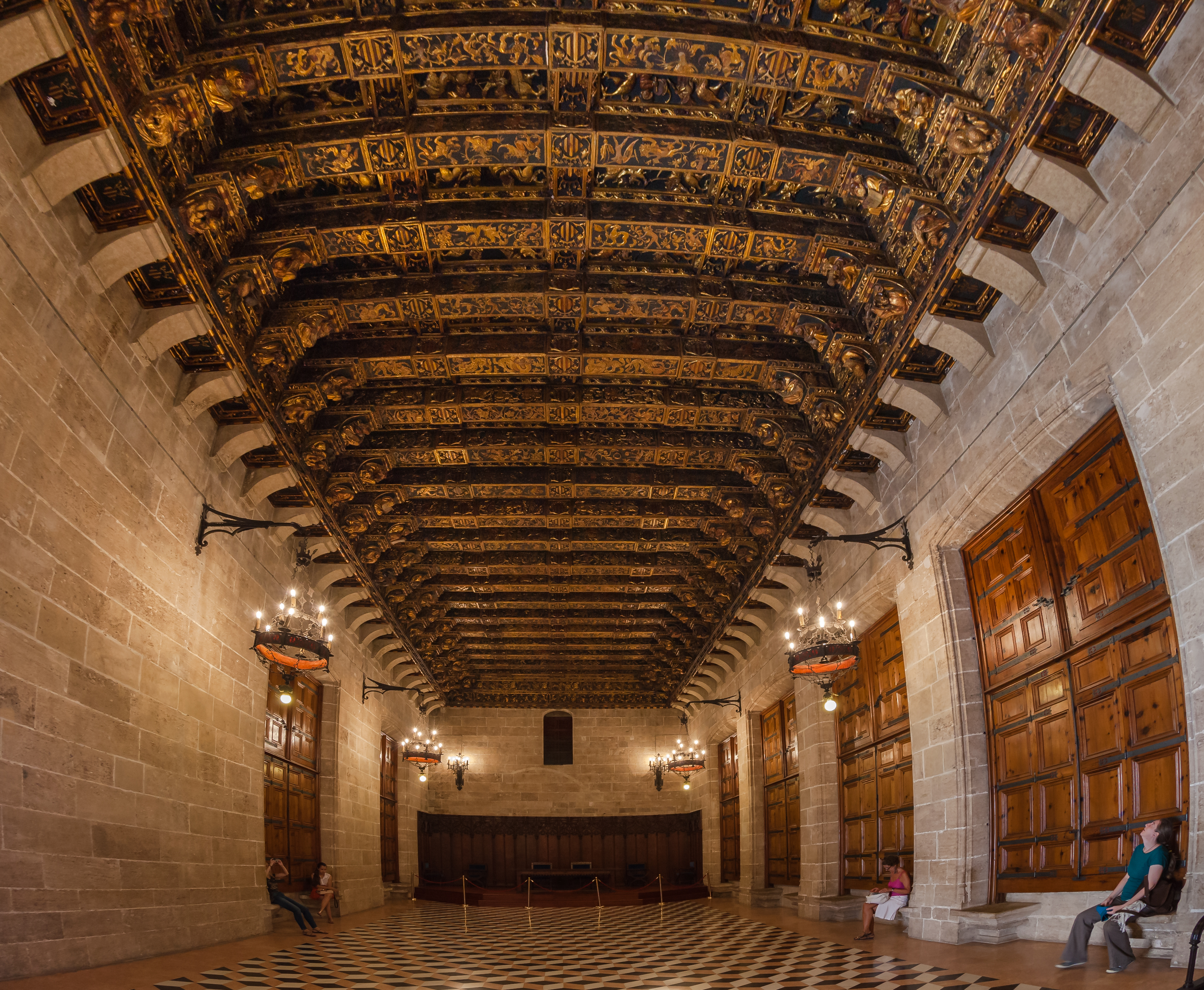
Sala Consulado del Mar

Il piano terra del Consolato, che viene utilizzato per mostre e audiovisivi, ha un interessante soffitto in stile rinascimentale. Vi si accede dal Patio de los Naranjos o dalla cappella.

### Esterno e torre

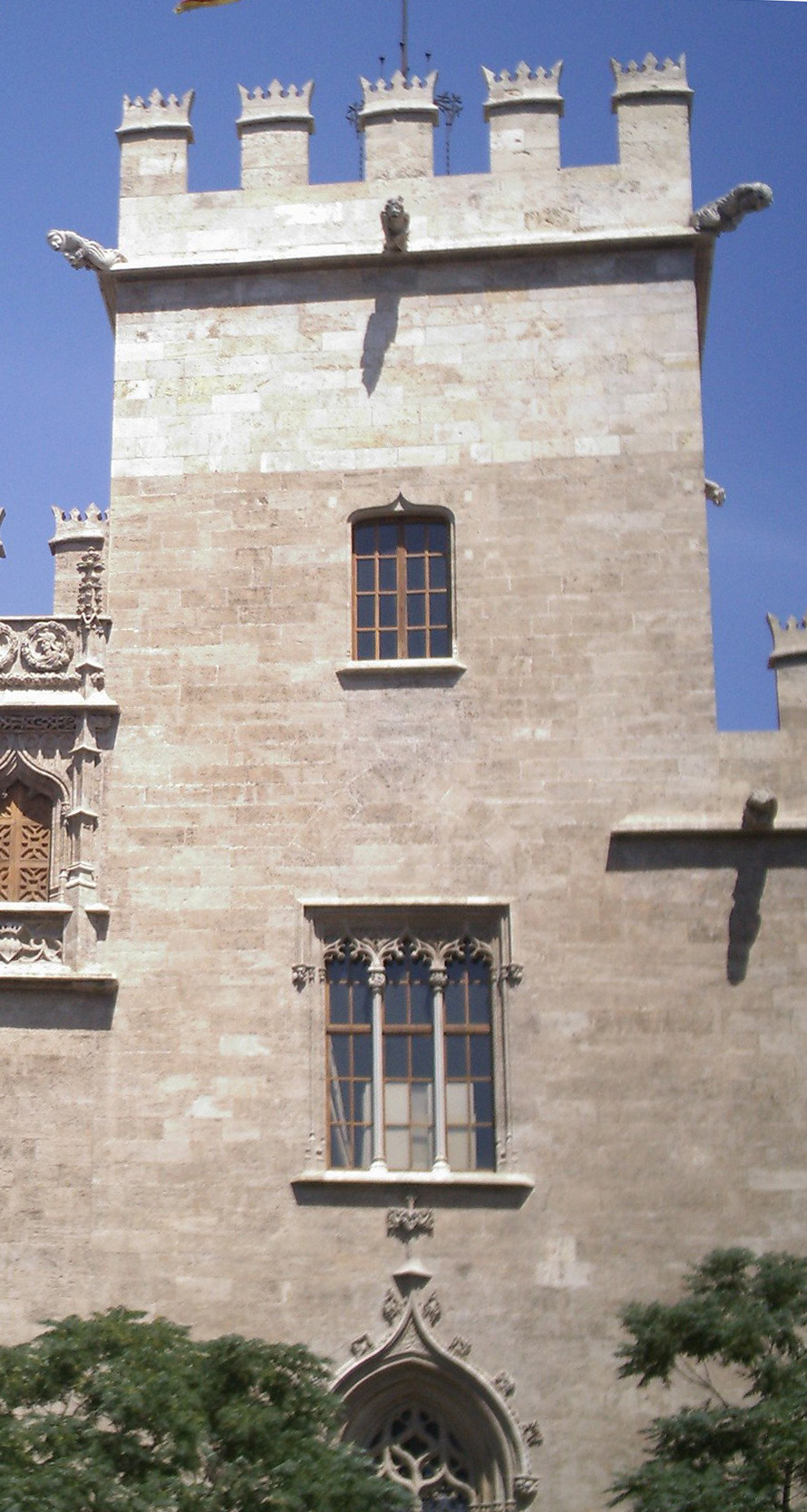
Torre della Lonja

All'esterno, la facciata con le grandi mura esterne e le imponenti porte d’ingresso ricorda la struttura di un castello medievale. Centralmente svetta la torre un edificio a più piani che include una piccola cappella con una cupola che consiste di otto piccole chiavi con scudi della città e angeli musicali alternati e circostanti un'immagine della Vergine della Misericordia, situata nella chiave centrale nel 1465. Sotto la protezione della Vergine si riuniva la confraternita di produttori di seta. La cappella ha due ingressi ornati con un bassorilievo del Creatore che tiene il globo e, su quello del Padiglione del Consolato del 1549, lo scudo della città. Una scala a chiocciola in pietra conduce ai piani superiori. Il primo piano in origine era adibito a prigione dei mercanti dichiarati in fallimento. Questo soverchia in altezza l’intera struttura. Sulla destra si trova l’ingresso principale della Lonja, mentre, a sinistra, si può ammirare la facciata della Sala del Consolato del Mare. Tutto il complesso è abbellito da numerose decorazioni in pietra, tipiche dello stile gotico come gargouille e busti di imperatori romani e figure di spicco ma tra le varie decorazioni si può anche ammirare un drago ed un uomo privo di vestiti che simboleggiava la purezza, oltre a una coppia abbracciata, un uomo seduto sopra ad un tavolo, e molte altre. Sopra le grandi finestre possiamo notare lo scudo della città sostenuto da due angeli e sopra la porta lo scudo del Regno di Valencia.

### Pati dels Tarongers
All'interno è presente il patio degli aranci, un luogo tranquillo e rilassante che ha vari alberi di arancio e cipresso e una fonte centrale nella forma di una stella a otto punte. Tutto intorno, ci sono panchine in pietra per riposare, mentre si osservano i doccioni grotteschi, i dettagli della facciata ovest del Consiglio dei contratti e la porta del Consolato del Mare, a cui si accede dalla stessa porta attraverso una larga scala aperta in pietra.